# Abanskij rajon
L'Abanskij rajon è un rajon (distretto) del kraj di Krasnojarsk, nella Russia siberiana centrale; il capoluogo è il villaggio di Aban.